# 卡纳维拉尔角
卡纳维拉尔角（英語：Cape Canaveral），1963年—1973年曾稱甘迺迪角（英語：Cape Kennedy），是位于美国佛羅里达州布里瓦德郡大西洋沿岸的一条狹長的陆地。

## 概况
卡纳维拉尔角所在地是廣為人知的航太海岸，附近有肯尼迪太空中心和卡纳维拉尔角空军基地，美国的太空穿梭機都是从这两个地方发射，所以卡纳维拉尔角成了它们的代名词。卡纳维拉尔角东部靠近梅里特岛，之间被巴纳纳河分开。
这里还有一座灯塔和卡纳维拉尔港，城区在卡纳维拉尔角南面几英里远的地方。此外本地还有蚊子潟湖（Mosquito Lagoon）、印第安河、梅里特岛国家野生动物保护区和卡纳维拉尔国家海岸。
卡納維拉爾港於1950年7月開始建造，用於軍事和商業用途，並於1953年11月4日落成。
1950年6月24日，美国第一艘火箭“丰收8号”在卡纳维拉尔角第三发射平台顺利升空。1959年2月6日在此地成功地进行了泰坦1號運載火箭的试射。美国国家航空航天局（NASA）的所有载人的航天器都是从这里发射升空的。
卡纳维拉尔角之所以被选中作为火箭发射基地主要是因为可以更好地利用地球的自转，在赤道附近由地球自转产生的切线速度最大，可以提供火箭部份动能以提高火箭的运载能力，要想利用这种优势，火箭升空后必须向东飞行同地球的自转方向保持一致。另一考虑是如果发生意外，火箭跌落、爆炸、燃燒、污染的地方是人口稀少的地区，不会造成大伤害，失事火箭掉入大海是最好的结果。
尽管美国有很多地方靠近赤道并且接近大海，例如夏威夷和波多黎各等，但是佛罗里达州同它们相比后勤和运输很便利。卡纳维拉尔角的最尖端就是空军基地。

## 名字的变更
从1963年到1973年它被称为肯尼迪角，总统约翰·肯尼迪是美国航天计划的热心支持者。在他1963年达拉斯遇刺后，他的遗孀杰奎琳·肯尼迪曾向继任总统林登·约翰逊建议将卡纳维拉尔角的所有军事设施更名以示纪念。然而林登·约翰逊不仅将所有的军事设施，而且还把全部地区更了名。因此卡纳维拉尔角变成了肯尼迪角。
尽管此次更名得到了美国国家地理名称委员会的批准，但是在佛罗里达州却遇到了阻力，特别是在卡纳维拉尔城。1973年佛罗里达州通过了一项法律决定恢复有着400年历史的名字，美国国家地理名称委员会也同意了。杰奎琳·肯尼迪在声明中称，如果她事先知道这个名字有着400多年的历史，就肯定不会提议更名了。但是此地的航天中心仍然被称为肯尼迪航天中心。

## 名字的渊源
此地由早期的西班牙殖民者命名，原意为藤丛，直译为长满藤科植物的角。

## 文獻

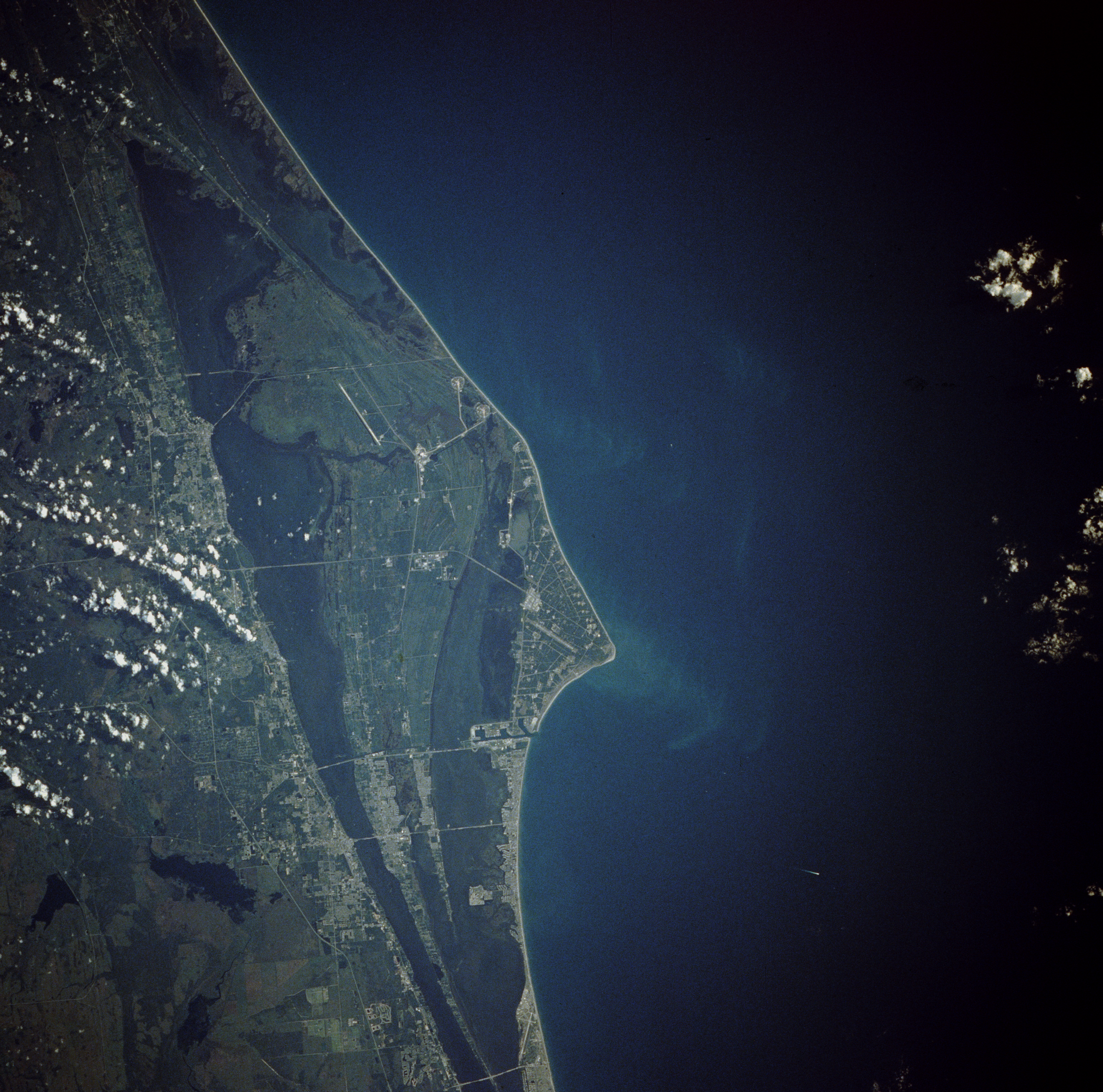
从太空中拍摄的卡纳维拉尔角

- Osborne, Ray (2008) "Images of America: Cape Canaveral" Arcadia Publishing, USA ISBN 978-0-7385-5327-6

28°27′20″N 80°31′40″W / 28.45556°N 80.52778°W